# Щедрик бурогузий
Ще́дрик бурогузий (Crithagra tristriata) — вид горобцеподібних птахів родини в'юркових (Fringillidae). Мешкає в Східній Африці.

## Опис
Довжина птаха становить 13 см, вага 12-19,5 г. Забарвлення переважно сірувато-коричневе. Верхня частина тіла темна, горло і живіт білуваті. Над очима білі "брови". Дзьоб чорнуватий, знизу світліший, лапи тілесного кольору, очі карі.

## Поширення і екологія
Бурогузі щедрики мешкають в центральній і північній Ефіопії, західній Еритреї і північному Сомалі. Вони живуть у високогірних чагарникових заростях Ефіопського нагір'я та в садах. Зустрічаються на висоті від 1060 до 3330 м над рівнем моря. Живляться переважно насінням. Гніздяться протягом всього року, зазвичай після сезону дощів. Гніздо чашоподібне, розміщується на дереві, в кладці від 3 до 6 яєць. Інкубаційний період триває 2 тижні, пташенята покидають гніздо через 3 тижні після вилуплення.